# Mojácar

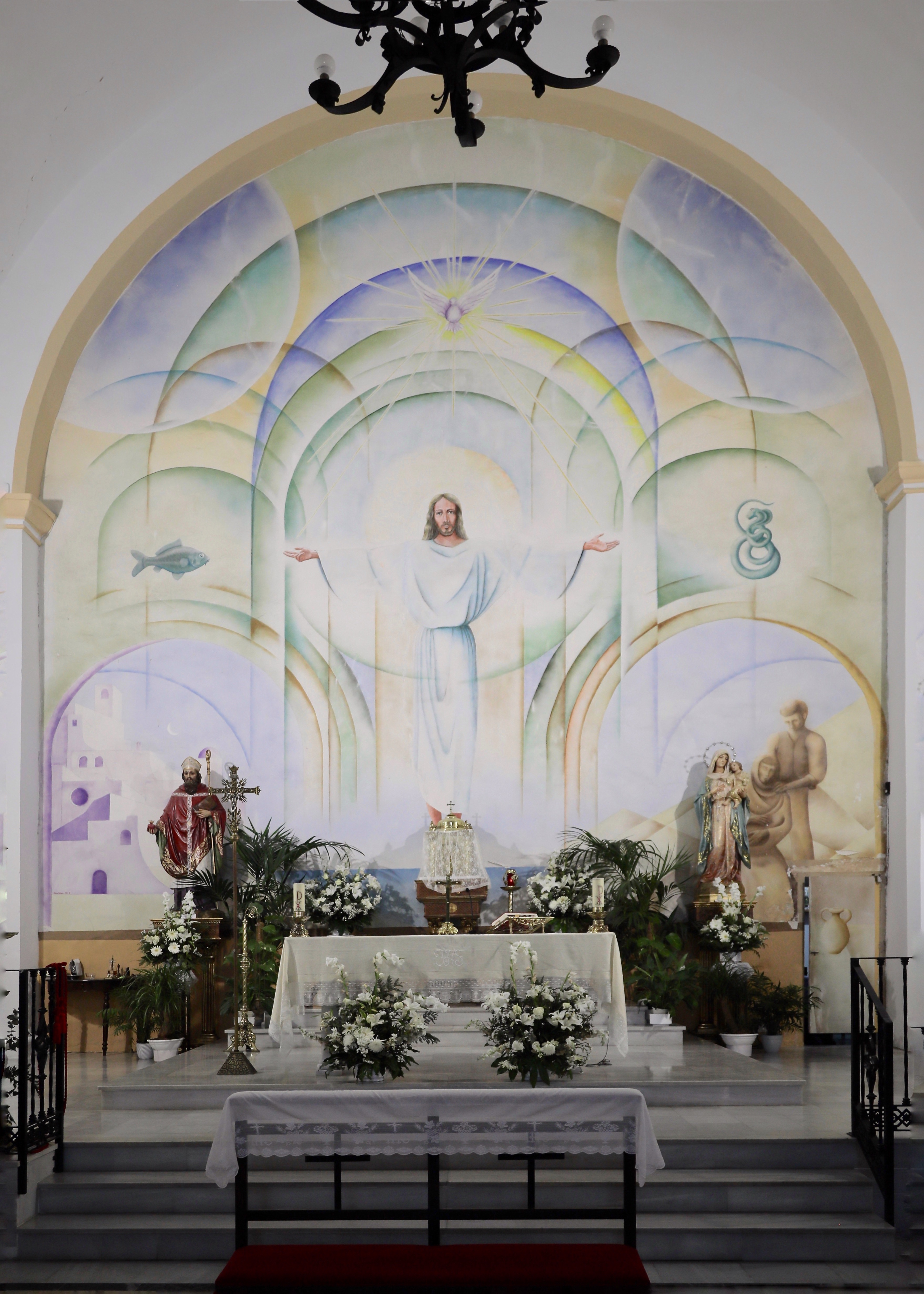

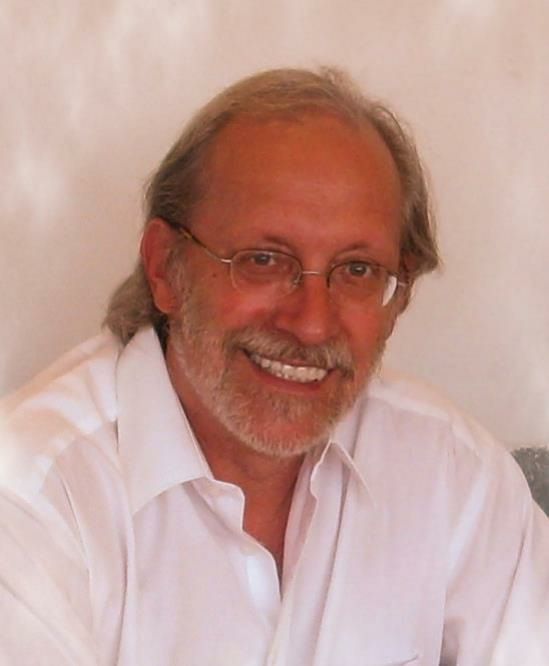

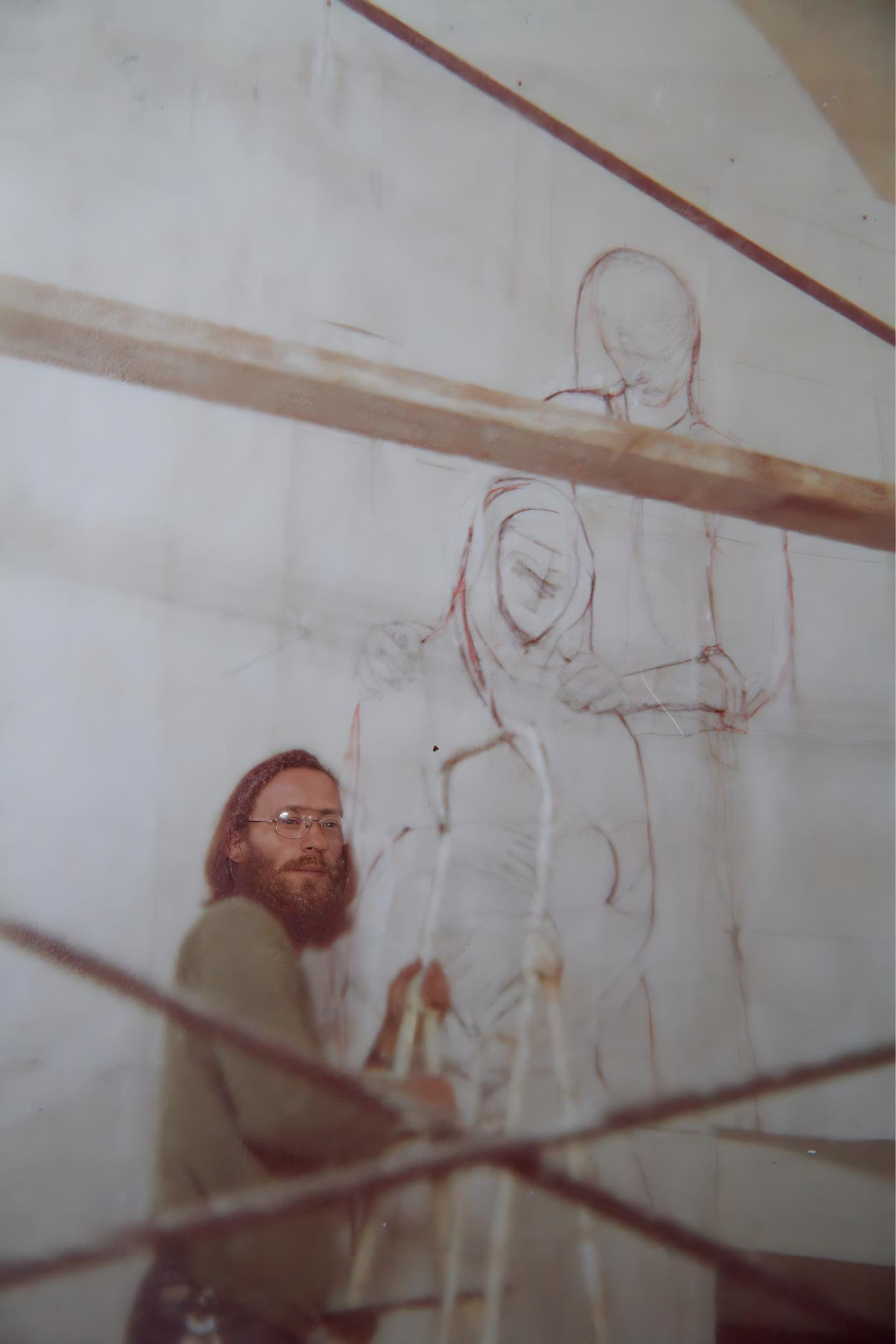

Mojácar ist eine Küstenstadt in der Provinz Almería in Südspanien an der Costa de Almería genannten Mittelmeerküste.

## „Wappen“
Wahrzeichen der Stadt (und auch der Provinz Almería) ist der Indalo, das Strichmännchen, das an seinen ausgebreiteten Armen einen Regenbogen hält. Der Indalo ist ein vorgeschichtlicher Fetisch, der in der Höhle von „Los Letreros“ bei Velez Blanco gefunden wurde. Es wurde bald üblich, eine Zeichnung vom Indalo an die Häuserfassaden zu malen, um die Bewohner vor Übel zu bewahren. Seitdem wird er in der Provinz Almería als ein „Totem“ betrachtet, das vor bösen Geistern, Stürmen und anderen schlimmen Ereignissen bewahrt. Heute dient es jedoch als Erkennungszeichen für den Südosten Spaniens, und auf fast jedem Transporter aus der Provinz Almería prangt mittlerweile dieses Zeichen.

## Lage

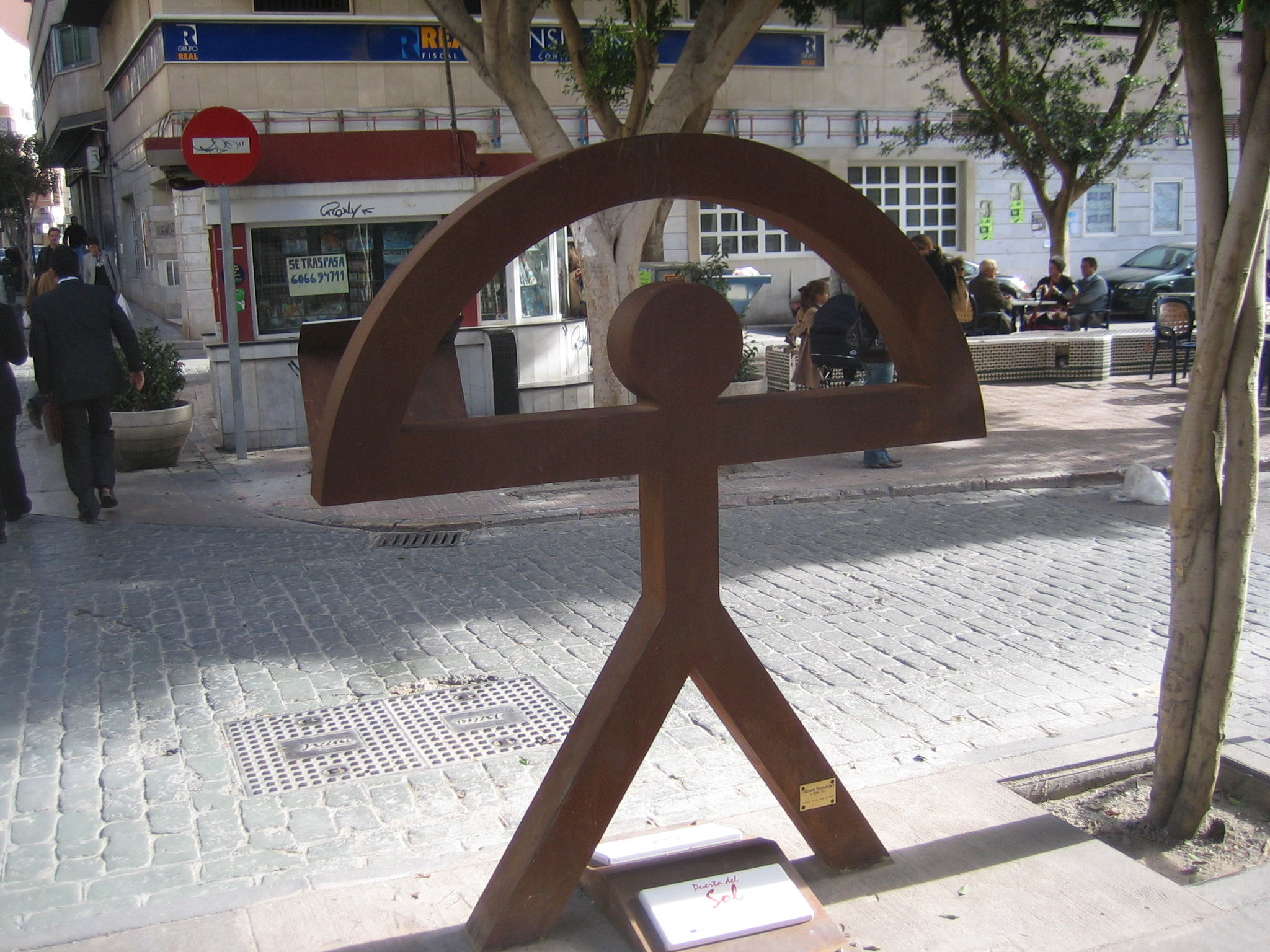
Skulptur eines Indalo

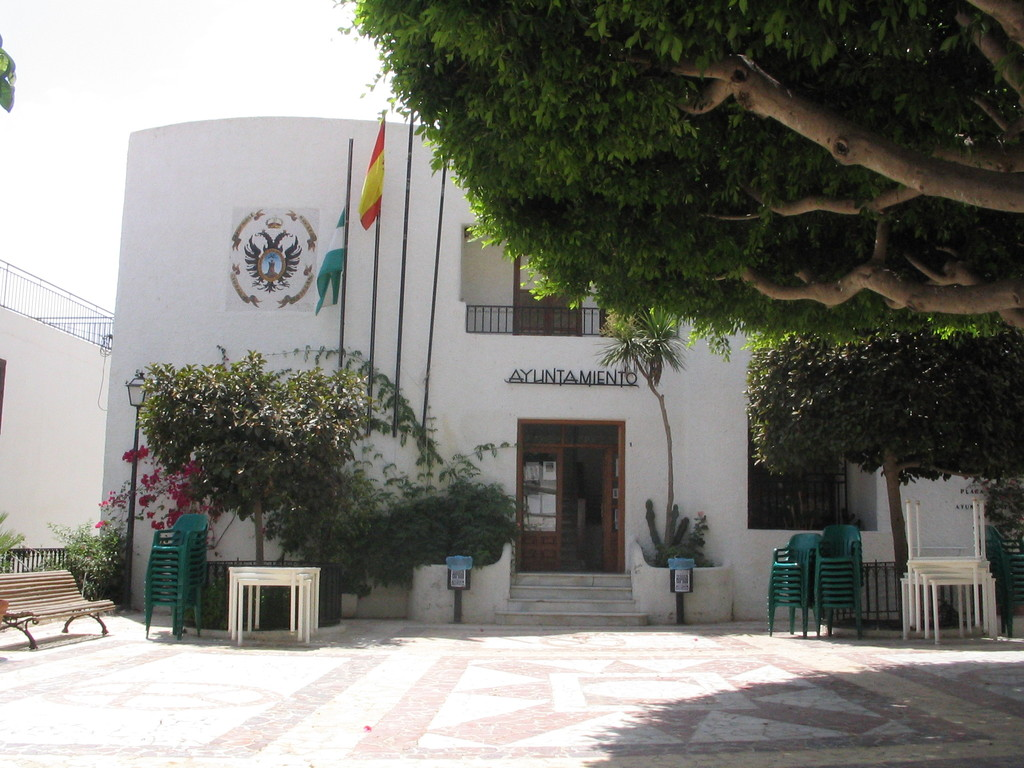
Rathaus in Mojácar

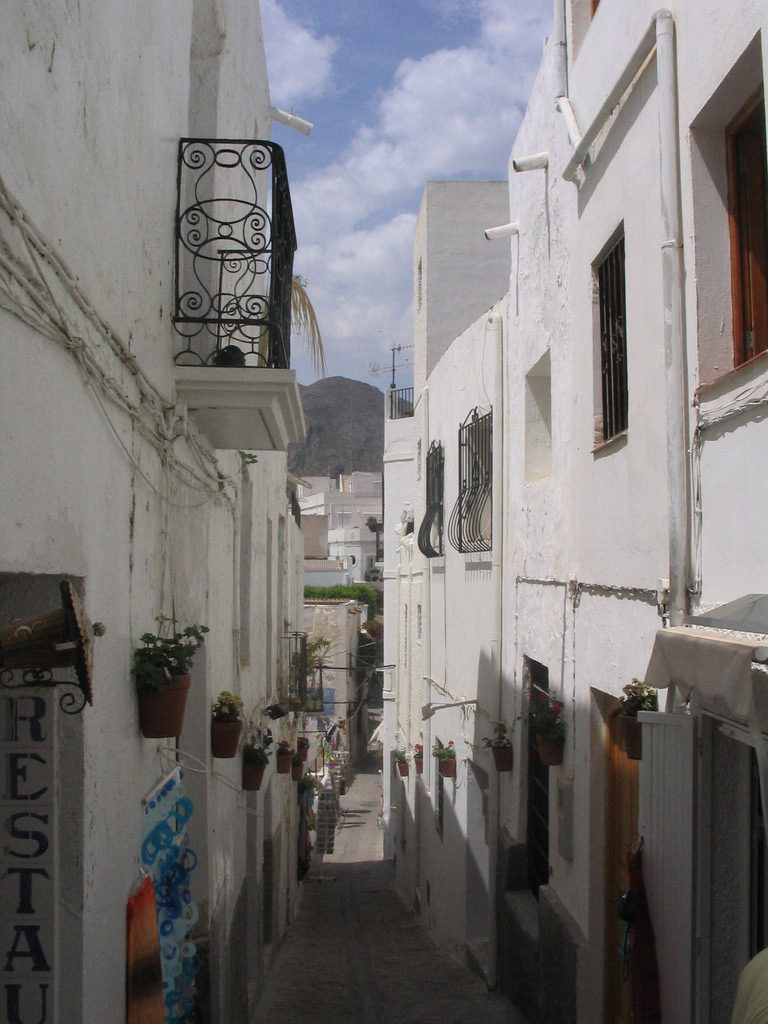
Typische Gasse in Mojácar

Der Ort liegt auf einer Anhöhe der Sierra Cabrera, etwa 2 km von der Küste entfernt. Die Provinzhauptstadt Almería liegt in 90 km Entfernung und ist über die Autobahn A-7, „Autovía del Mediterraneo“  bei der AS 520 zu erreichen.

## Geschichte und Kultur
Mojácar ist phönizischen Ursprungs. Die Gegend war schon früh besiedelt, der heutige Name entwickelte sich vermutlich aus „Monte Sacrum a Munsaqar“, später kurz „Munsaqar“. Die ursprüngliche Lage stimmt nicht mit der heutigen überein, außer dem Ortsteil „Alt-Mojácar“. Bis zum Jahre 917 unterlag der Ort der Kontrolle der jungen Stadt Murcia, seit dieser Zeit war man dem Kalifat von Córdoba treu ergeben, bis zu dessen Zerfall Anfang des 11. Jahrhunderts. In diesem Jahrhundert wurde Mojácar von Almutamid aus Sevilla erobert. Mit Beginn der Herrschaft von Muhammad I. in Granada fiel der Ort mit seinen Ländereien an dieses Sultanat, wodurch das Zusammenleben der Bevölkerung, besonders im Grenzgebiet, viele Unannehmlichkeiten verursachte.
In der Mitte des 14. Jahrhunderts verstärkte man die Wach- und Verteidigungstürme zum Schutz der Grenzen. So wurde auch die Christianisierung des Gebietes vorerst vermieden.
1435 griff Fajardo el Bravo die Stadt an. Die Bewohner leisteten heroischen Widerstand gegen Plünderungen und Massaker.
Am 12. Juni 1488 trat die Stadt und die Festung Mojácar dem Königreich Vera bei. Unter dem katholischen König Ferdinand II. erhielt Mojácar den Titel einer Stadt.
Heute weisen seine weiß gekalkten Häuser und seine Gassen auf den Einfluss der Araber hin. Die Pfarrkirche aus unbehauenem Stein hat festungsähnlichen Charakter.

## Sehenswürdigkeiten
- Pfarrkirche St. Maria in der Calle Iglesia aus dem 16. bis 19. Jahrhundert. Sie war früher eine arabische Festung.
- Wallfahrtskapelle Nuestra Señora de los Dolores (Schmerzhafte Muttergottes) an der Plaza Nueva. Erbaut im 18. und 19. Jahrhundert in neuklassischen Stil.
- Stadttor an der Plaza del Cano aus dem 15. bis 19. Jahrhundert
- Volksbrunnen in der Calle Fuente
- Burgruine an der Plaza del Castillo, am höchsten Punkt des Berges, aus dem 15. Jahrhundert.
- Wachtfestung am Macenas-Strand aus dem 17. Jahrhundert.
- Aussichtsturm auf der Felskuppe in der Nähe des Macenas-Strandes, früher Wachtturm Pfarrkirche Santa María

Die Pfarrkirche Santa María wurde Ende des 16. Jahrhunderts (1560), vermutlich an der Stelle einer alten arabischen Moschee, erbaut. Sie diente als Ort der Verehrung und als Festung, weshalb sie aus großen Steinblöcken gebaut ist. Ihr Inneres ist sehr schlicht gehalten und im Altar befindet sich ein Gemälde, das in den 80er Jahren von einem deutschen Maler, Michael Sucker, geschaffen wurde. Unter seinen Bildern ragen die Virgen del Rosario und San Agustín, beide Schutzpatrone von Mojácar, heraus.aus dem 12. bis 15. Jahrhundert.
Ein Fresko, das einen „sehr almerianischen“ Christus darstellt, thront über dem Altar, da das Original, das während des Bürgerkriegs (1936–39) verschwand, zwischen 1981 und 1982 (8 Monate) durch ein Fresko ersetzt wurde, das der deutsche Maler Michael Sucker erstellte.
Der Maler, der im März 1951 in Deutschland geboren wurde, lebte neun Jahre lang in Mojácar. Während seines Aufenthalts in diesem schönen Dorf in der Levante-Region von Almería entwarf und malte Sucker dieses Fresko, das den gesamten Hauptaltar bedeckt. Nach eigenen Angaben des Künstlers wurden mehrere örtliche Künstler mit der Anfertigung eines Entwurfs beauftragt, und schließlich fiel die Wahl auf seinen Entwurf, in dem er die Atmosphäre von Mojácar, sein Licht und den Indalo, das Symbol der Stadt, einfangen, aber christianisieren wollte. So entwarf er die Figur eines freundlichen und positiven Jesus, der weiß gekleidet ist und von einem himmlischen Gewölbe in Form eines Bogens bedeckt wird, dessen Enden von den geöffneten Handflächen ausgehen und einen großen Halbkreis bilden, wie ein Regenbogen. Wenn Sie also Jesus betrachten, können Sie auch den Indalo von Mojácar sehen. Rechts und links von diesem besonderen Heiland sind die Wüste mit ihrer Wasserknappheit und Härte als Beispiel für menschliches Leid und Anstrengung, die Stadt Mojácar selbst als Symbol für das Paradies auf Erden und das Meer mit seinem natürlichen Reichtum dargestellt. Das Fresko enthält auch das Symbol der Weisheit und die Friedenstaube, den heiligen Geist. Michael Sucker erzählt, dass der Auftrag auf Wunsch der Bevölkerung von der Stadtverwaltung erteilt wurde, obwohl die Einwohner von Mojácar schließlich eine allgemeine Sammlung zur Bezahlung des Künstlers durchführten, um einen Teil der Kosten für die Vorbereitung der Wände, die Pigmente, die Farben und die Arbeit des Künstlers selbst zu decken. All dies erklärt die Tourismusabteilung des Konsistoriums von Mojácar. Sie fügten auch eine Anekdote hinzu, die mehr als kurios ist. Sucker bekam 15.000 Peseten um die Kosten für das Material zu decken. Dann versprach das Rathaus für seinen Lohn die Spende zu verdoppeln. letztendlich ging das Geld dann doch für die Förderung des Fußballvereins drauf, und so porträtierte der Künstler die Mutter des Bürgermeisters mit einem Fußball zu ihren Füßen und mit einer Nachbildung des kirchlichen Freskos an der Rückwand des Porträts. Dieses Gemälde wurde an Charles Baxter (amerikanischer Schauspieler) verkauft. Kurzum, Mojácar bietet dem Besucher in seiner Festungskirche durch diesen besonderen Altar ein wunderschönes Kunstwerk aus dem letzten Jahrhundert, das nicht nur die religiöse Spiritualität widerspiegelt, für die es konzipiert wurde, sondern auch die Atmosphäre des Ortes, sein Licht und natürlich die ständige Anwesenheit nationaler und internationaler Künstler, die auf der Suche nach Inspiration nach Mojácar gekommen sind, die dieser schöne Ort zu bieten hat. Die Pfarrkirche Santa María ist der Wendepunkt zwischen der maurischen und der christlichen Epoche Mojácars. Sie wurde wahrscheinlich an der Stelle einer alten maurischen Moschee erbaut, die eine doppelte Funktion hatte: religiös und als Verteidigungsfestung. Das Gotteshaus wurde Ende des 16. Jahrhunderts, ab 1560, von dem Baumeister Sebastián Segura erbaut, und der alte Turm wurde Ende des 20. Jahrhunderts fast vollständig restauriert. Jahrhunderts fast vollständig restauriert. Der Verteidigungscharakter dieser Festung ist eines der Hauptmerkmale dieses Gebäudes im Renaissance-Stil, das zum Kulturgut erklärt wurde.
Zeitung Levante 2015
TAGS almeriense, almeria, christus
- Megalithgrabstätte auf dem Belmonte-Hügel

## Lokale Feste und Feiern
- Mauren und Christen, am ersten Wochenende im Juni.
- San Agustín, Augustinus von Hippo ist der männliche Schutzpatron von Mojácar. Sein Gedenktag, der 28. August, ist Feiertag in Mojácar. Die Feierlichkeiten dauern vom 25. bis 30. August.
- Romería de San Isidro am 15. Mai.
- Hogueras de San Juan am 24. Juni
- Virgen del Rosario (Rosenkranzfest) die Jungfrau Maria vom Rosenkranz ist Schutzpatronin von Mojácar. Ihr Festtag ist der 7. Oktober.